# 淡水神社
淡水神社（たんすいじんじゃ）は、日本統治時代の台湾台北州淡水郡（現在の新北市淡水区）にあった神社。第二次世界大戦後に取り壊され、跡地は台北県忠烈祠となっている。
北白川宮能久親王・明治天皇・大物主命・崇徳天皇が祀られていた。

## 歴史
1936年（昭和10年）に造営が開始され、1939年（昭和14年）3月11日に竣工、鎮座式が行われた。鎮座地一帯は清仏戦争の滬尾の戦いの戦場であり（滬尾は淡水の古名）、清仏戦争の後に設置された滬尾砲台が近くにある。
1974年（民国63年）、社殿が取り壊され、跡地には中国式の建物の台北県忠烈祠が建てられた。